# Helena (chanson)
Pour les articles homonymes, voir Helena.
Singles de My Chemical Romance
Thank You for the Venom
(2004) Under Pressure
(2005)
Helena est l'un des single de My Chemical Romance, extrait de leur second album "Three Cheers For Sweet Revenge". Cette chanson a été écrite par Gerard Way en hommage à sa grand-mère Elena Lee Rush. C'est elle qui lui a tout appris au sujet de l'art, comment dessiner, etc. et elle lui a appris à chanter. 

## Clip vidéo
Le clip a été réalisé dans une église de Los Angeles. Il fut réalisé par Marc Webb (qui a aussi réalisé la vidéo de I'm Not Okay (I Promise), et chorégraphié par Michael Rooney. La vidéo commence avec Gerard Way chantant à un enterrement, où le groupe se produit. Il y a aussi des personnes en deuil qui dansent et pleurent la mort d'Helena. Vers la fin du clip, le cadavre d'Hélène (jouée par l'actrice et danseuse Tracy Phillips) se lève et danse dans la nef représentant la traversée dans l'au-delà. Après, elle retombe dans le cercueil, les porteurs (joué par My Chemical Romance et un fan nommé Cameron) portent le cercueil dans le corbillard (sous la pluie), entouré d'une phalange d'hommes qui dansent et de femmes avec des parapluies. Gerard voulait que le clip soit le plus beau qu'il ait fait pour honorer sa grand-mère.
Sur plusieurs sites, les paroles des chansons ne sont plus diffusées à la suite de nombreuses demandes des maisons d'édition.

## Anecdote
La chanson est présente dans le générique de fin du film La Maison de Cire.
"So Long, and Goodnight..." : Le 31 octobre 2020, l'auteur Cédric Bouvier rend hommage au groupe et à la chanson dans un épisode de la fiction audio du podcast "Fright Stories" diffusé sur Spotify. 

## Certifications
| Pays              | Certification | Unités certifiées |
| ----------------- | ------------- | ----------------- |
| États-Unis (RIAA) | Or            | 500 000           |
| Royaume-Uni (BPI) | Argent        | 200 000           |